# Conistra rubilinea
Conistra rubilinea là một loài bướm đêm trong họ Noctuidae.